# Bernd Litti

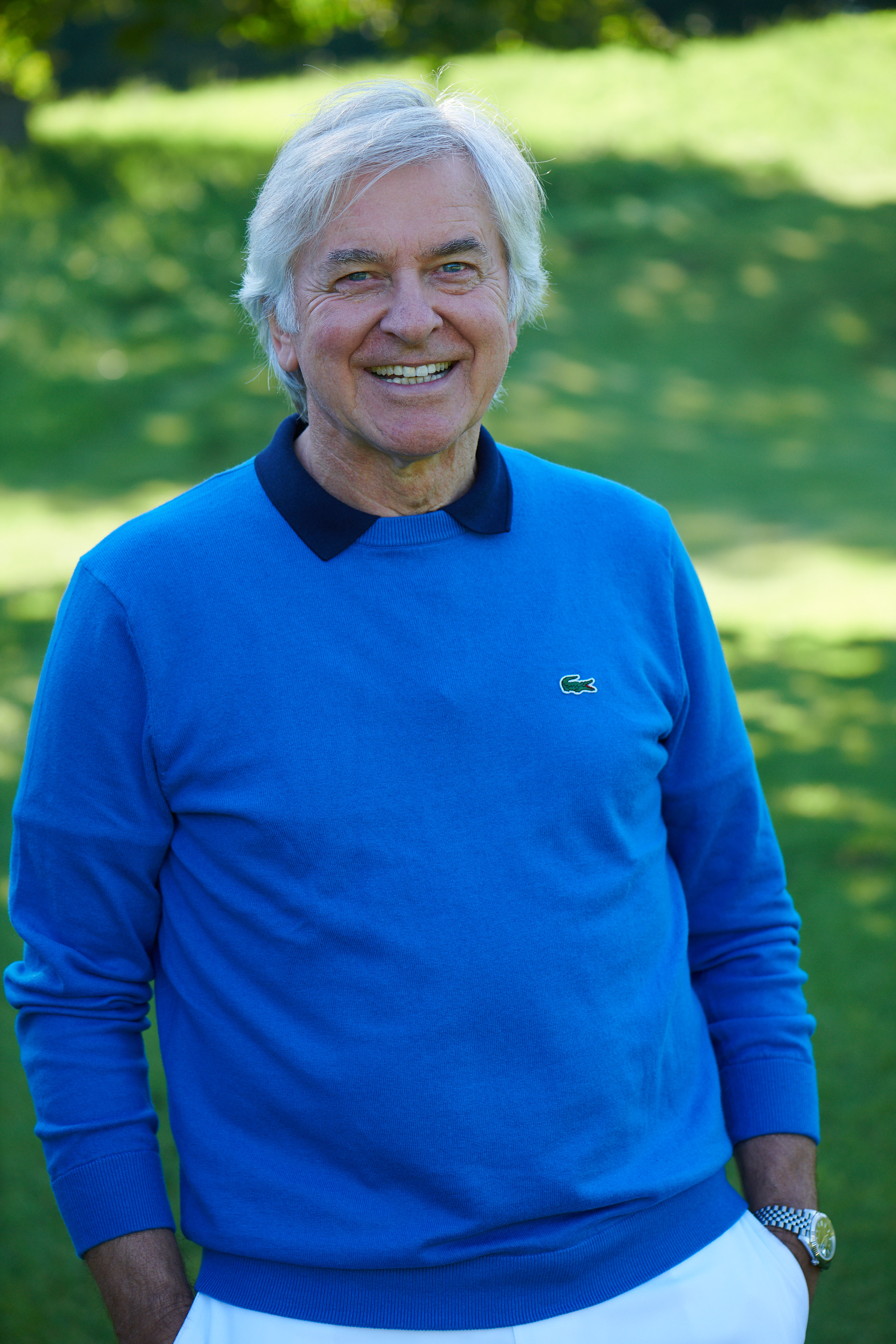
Bernd Litti 2019

Bernd H. Litti (* 7. Juni 1952 in München) ist ein deutscher Sportjournalist, Buchautor und Filmemacher, der besonders durch seine Publikationen im Bereich der Golfliteratur Bekanntheit erlangte.
Ursprünglich aus dem Management kommend, legte er sein Hauptaugenmerk zunehmend auf die Sportart Golf und Mentales. Er publizierte über die Jahre als freier Journalist eine Vielzahl an Artikeln in Zeitschriften, Tageszeitungen und Fachmagazinen. Litti produzierte über 150 Dokumentationen, unter anderem für den Deutschen Golf Verband und den Deutschen Bridge-Verband. Ab 2014 bis Ende 2017 war er Chefredakteur des Golf-Magazins Golfmedico.

## Publikationen
- 1996: Golftechnik perfekt, von Bernd H. Litti aus dem Englischen übersetzt, Pietsch Verlag, Stuttgart.
- 1997: Spielend Golf lernen, Mosaik Verlag Random House, München. In mehreren Sprachen erschienen.
- 1998: Mit Schwung zum Erfolg, Mosaik Verlag Random House, München. In mehreren Sprachen erschienen.
- 1999: Dein Handicap ist nur im Kopf, Falken-Mosaik Verlag Random House, Niedernhausen.
- 2002: Golf allein macht nicht glücklich, Albrecht Verlag, München.
- 2003: Golf für Einsteiger und Fortgeschrittene, Orbis Verlag, Random House, München.
- 2003: Howard Carpendale – Das Golfvideo, Turtle-Meda Home Entertainment, Karlsruhe.
- 2005: Lass uns golfen!, verlegt mit Howard Carpendale, St. Ottilien.
- 2008: Der Golf-Masterplan, BLV Buchverlag, München.
- 2008: Die Golf Regel DVD, Albrecht Golf Verlag, München.
- 2008: Dein Handicap ist nur im Kopf (Audio CD), Kosmos Verlag, Stuttgart.
- 2008: PowerDrive, Albrecht Golf Verlag, München.
- 2010: Einfach gutes Golf mit DVD, Kosmos Verlag, Stuttgart.
- 2011: Dein Handicap ist nur im Kopf, Kosmos Verlag, Stuttgart.
- 2011: Dein Handicap ist nur im Kopf (DVD), Kosmos Verlag, Stuttgart.
- 2012: Neuer Schwung, Kosmos Verlag, Stuttgart.
- 2013: Spielend Golfregeln lernen – 1. offizieller Golfregelfilm des Deutschen Golfverbandes, Köllen Verlag, Bonn.
- 2015: Kurzer Weg zum guten Golf, Kosmos Verlag, Stuttgart (2023 Köllen Verlag, Bonn, 3. überarbeitete Auflage, ISBN 978-3-88579-562-9)
- 2017: Dein Handicap ist nur im Kopf, Goldmann Verlag, München.
- 2018: mit Frank Schefer: Für gutes Golf ist's nie zu spät, Köllen Verlag Bonn
- 2020: mit Wolfgang Birkle: Golf-Training zum Erfolg, Litti 2020, ISBN 978-3-00-065138-0